# سیارک ۴۸۶۲۸
سیارک ۴۸۶۲۸ (به انگلیسی: 48628 Janetfender، نامگذاری:1995RD) چهل و هشت هزار و ششصد و بیست و هشتمین سیارک کشف شده‌است که در ۷ سپتامبر ۱۹۹۵ کشف شد.